# 의제 21
의제 21(Agenda 21)은 1992년 6월 브라질 리우데자네이로에서 채택된 지속가능한 개발을 실현하기 위한 국제적 지침으로 지구보전을 위한 규범을 각론에 들어가 실현시키기 위한 '행동계획'이다. 조약과 같은 구속력은 없지만 각국의 환경 및 개발계획에 반영되기를 기대한다. 의제21의 구성은 총40개의 장으로 성립되어 있다. 리우선언이 모법이라면 Agenda21은 시행령에 해당한다.

## 개요
유엔환경개발회의(UNCED)의 실천강령이다. 리우선언과 함께 채택된 지구환경보전을 위한 기초적 장전이다. 의제 21은 모두 4개부 39개 주제로 되어 있으며, 대기보전, 가난, 소비패턴, 에너지, 토양, 삼림보전, 생물다양성 보존, 기술 등을 비롯해 모두 115개의 환경보호 분야를 망라하고 있다.

## 같이 보기
- 지속 개발 위원회
- 세방화
- 폐기물 관리